# Nobitz
Nobitz est une commune allemande de l'est du land de Thuringe située dans l'arrondissement du Pays-d'Altenbourg.

## Géographie

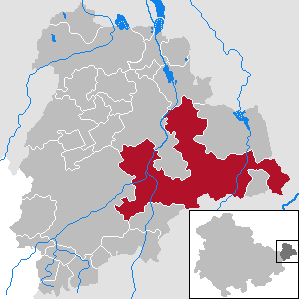
Situation de Nobitz dans l'arrondissement d'Altenbourg

Nobitz est située dans la plaine de Leipzig, à 2 km au sud-est d'Altenbourg, sur la rive droite de la Pleiße.

### Quartiers
La commune est composée du village central et de trente-huit quartiers (nombre d'habitants en 2011)
| Date d'incorporation | Quartiers | Nombre d'habitants                                                                |
|                      | Nobitz | 889                                                                               |
| 1926                 | Niederleupten | 187                                                                               |
| 1er juillet 1950     | Münsa | 93                                                                                |
| 1er janvier 1960     | Kotteritz | 152                                                                               |
| 1er janvier 1973     | Oberleupten 0Priefel 0Hauersdorf Klausa 0Garbus | 71 7 41 371 46                                                                    |
| 6 mai 1993           | Wilchwitz 0Kraschwitz | 483 88                                                                            |
| 8 mars 1994          | Ehrenhain 0Nirkendorf 0Oberarnsdorf 0Dippelsdorf | 814 104 106 57                                                                    |
| 31 décembre 2012     | Saara 0Bornshain 0Burkersdorf 0Gardschütz 0Gieba 0Gleina 0Gösdorf 0Goldschau 0Großmecka 0Heiligenleichnam 0Kaimnitz 0Lehndorf 0Löhmigen 0Löpitz 0Maltis 0Mockern 0Podelwitz 0Runsdorf 0Selleris 0Taupadel 0Tautenhain 0Zehma 0Zürchau 0Zumroda | 200 175 140 75 80 150 100 25 40 10 245 90 10 60 540 220 80 100 220 45 250 100 150 |

Communes limitrophes (en commençant par le nord et dans le sens des aiguilles d'une montre) : Windischleuba, Langenleuba-Niederhain, Ziegelheim, Oberwiera, Altkirchen et Altenbourg.

## Histoire
Nobitz est certainement un village de fondation slave mais la première mention écrite date de 1166 dans un document émanant de l'évêque Udo II von Veldenz de Naumbourg. Aux XIIe et XIIIe siècles, Nobitz appartient aux burgraves d'Altenbourg, puis, en 1329, elle passe sous la domination des burgraves de Leisnig. De 1400 à 1623, elle appartient aux von der Gabelentz, puis, à partir de 1742 aux von Lindenau.
En 1574, pendant la Guerre de Schmalkade, le village est pillé. Il en va de même durant la Guerre de Trente Ans en 1631 et en 1634.
2 800 soldats russes y logent lors de la bataille de Leipzig en 1813.
Pendant la Seconde Guerre mondiale, un camp de prisonniers de guerre russes et anglais ainsi qu'un camp de travailleurs forcés (juifs hongrois notamment) est installé sur la base d'aviation, l'une des plus anciennes d'Allemagne, puisque existante depuis 1909. Cette base sera par la suite de 1945 à 1992 une importante base de l'armée de l'air soviétique.

### Incorporations de communes

Les différents quartiers de Nobitz

Plusieurs communes ont été incorporées au territoire de Nobitz depuis 1926 :
- 1926 : Niederleupten ;
- 1950 : Münsa ;
- 1960 : Kotteritz ;
- 1973 : Oberleupten, Priefel, Hauersdorf, Klausa et Garbus ;
- 1993 : Wilchwitz et Kraschwitz ;
- 1994 : Ehrenhain, Nirkendorf, Oberarnsdorf et Dippelsdorf.
- 2012 : Saara

## Démographie
Commune de Nobitz dans ses limites actuelles :
| 1900  | 1933  | 1939  | 1995  | 2000  | 2005  | 2010  | 2013  |
| ----- | ----- | ----- | ----- | ----- | ----- | ----- | ----- |
| 3 707 | 4 394 | 5 444 | 3 920 | 4 006 | 3 789 | 3 561 | 6 447 |

Village de Nobitz seul :
| 1672 | 1844 | 1880 | 1900 | 1933  | 1939  |
| ---- | ---- | ---- | ---- | ----- | ----- |
| 259  | 506  | 626  | 917  | 1 349 | 2 389 |

## Économie

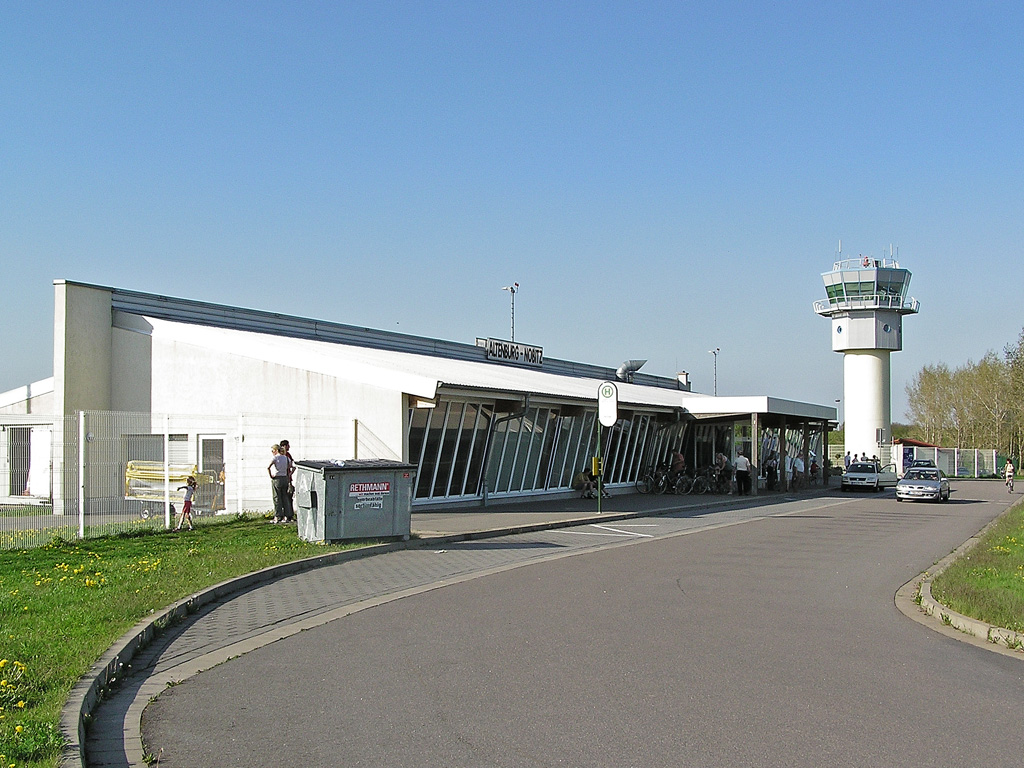
L'aérogare et la tour de contrôle de l'aéroport

Nobitz abrite l'aéroport de Leipzig-Altenbourg (Leipzig Altenburg Airport) qui assure quelques vols réguliers comme deuxième aéroport de Leipzig. Le site abrite aussi un petit musée aérien.

## Personnalités
- Frank Beyer, (1932-2006), réalisateur de films.